# Maria Luisa Cumino
Maria Luisa Cumino (Chieri, 22 aprile 1992) è un'ex pallavolista italiana, di ruolo palleggiatrice.

## Carriera
La carriera di Maria Luisa Cumino inizia nella stagione 2006-07 con la Libertas Genova, in Serie C, società con cui resta nella stagione successiva, anche se muta il proprio nome in School Genova, disputando la Serie B2. Ritorna in Serie C per l'annata 2008-09 con l'Asti, a cui resta legata per quattro stagioni, giocando in Serie B2 a partire dal campionato 2009-10.
Nella stagione 2012-13 viene ingaggiata dal Neruda di Bronzolo, in Serie B1, con cui partecipa, nell'annata successiva, a seguito del ripescaggio della squadra, alla Serie A2. Dopo essere ritornata per un'annata in Serie B1 per difendere i colori del Maglie, nella stagione 2015-16 si accasa al Soverato, militante nella serie cadetta. Resta nella stessa divisione anche per il campionato 2016-17 giocando però per la Lilliput di Settimo Torinese.
Nella stagione 2017-18 esordisce in Serie A1 grazie all'acquisto da parte della SAB di Legnano. Per il campionato 2018-19 veste la maglia della UYBA, con cui si aggiudica la Coppa CEV 2018-19, mentre nella stagione 2020-21 firma per la Trentino Rosa, sempre in Serie A1.
Nell'annata 2021-22 è al Mondovì, in serie cadetta; al termine della stagione annuncia il ritiro dall'attività agonistica.

## Palmarès

### Club
- Coppa CEV: 1

2018-19